# Athemus micheli
Athemus micheli es una especie de coleóptero de la familia Cantharidae.

## Distribución geográfica
Habita en Nepal.